# Vivre la Wallonie
Vivre la Wallonie est le magazine d'information de la Région wallonne édité par la Direction de la Communication externe du Service public de Wallonie. Il a été créé en septembre 2008.
Il est possible de s'abonner sur le site de la Région wallonne pour recevoir gratuitement le magazine.